# ЗАТО Североморск
Градски округ Североморск (рус. ЗАТО го́род Североморск) административно-територијална је јединица другог нивоа са статусом затвореног градског округа (скраћено ЗАТО Североморск) у северном делу Мурманске области, на крајњем северозападу европског дела Руске Федерације.
Административни центар округа је град Североморск у ком се налази поморска база руске Северне флоте. Према проценама националне статистичке службе Русије за 2016. на територији округа живело је 59.764 становника, или у просеку око 124,51 ст/км².

## Географија
Градски округ Североморск налази се у северном делу Мурманске области, на крајњем северозападу Кољског полуострва. У северозападном делу излази на обале Кољског залива Баренцовог мора. Округ обухвата територију површине од око 480 км² и ограничен је територијом Кољског рејона на истоку и југу, те града Мурманска који се налази на око 25 km југозападно. На супротној обали Кољског залива налази се ЗАТО Александровск.

## Историја
Североморски градски округ формиран је око насељеног места Ваенга које је 18. априла 1951. званично организовано као град Североморск. Град Североморск је 26. новембра 1996. године организован као затворени град са засебним административним овластима у рангу градског округа. Садашње границе округа утврђене су декретом Председника Руске Федерације № 1229 од 3. новембра 2006, и сходно томе границе округа су увећане са дотадашња 32 км² на садашњих 480 км².
Варошица Росљаково је 1. јануара 2015. издвојена из граница округа и припојена територији града Мурманска.

## Демографија и административна подела
Према подацима са пописа становништва из 2010. на територији округа живело је укупно 67.331 становника, док је према процени из 2016. ту живело 59.764 становника, или у просеку око 124,51 ст/км². Североморски градски округ је међу најгушће насељеним административним јединицама у области и њенгово становништво има удео од око 7,84% у укупној популацији Мурманске области. Нагли пад у броју становника у периоду 2014. на 2015. узрокован је издвајањем насеља Росљаково из граница округа.
| 1959. | 1970. | 1979. | 1989. | 2002. | 2010.  | 2016.  |
| ----- | ----- | ----- | ----- | ----- | ------ | ------ |
| ---   | ---   | ---   | ---   | [ 3 ] | 67.331 | 59.764 |

У границама округа налазе се два градска насеља, град Североморск (око 51.000 становника) који је уједно и административни центар округа, те варошица Сафоново (5.287 ст), и насеља Североморск-3 (2.608 ст) и Шчукозеро (712 становника).
Према статистичким подацима са пописа 2010. основу популације у округу чинили су етнички Руси са око 85%, а најбројније мањинска заједнице су били Украјинци са уделом од око 8%, Белоруси (1,8%) и Татари (око 1%).